# Clémence de Barking

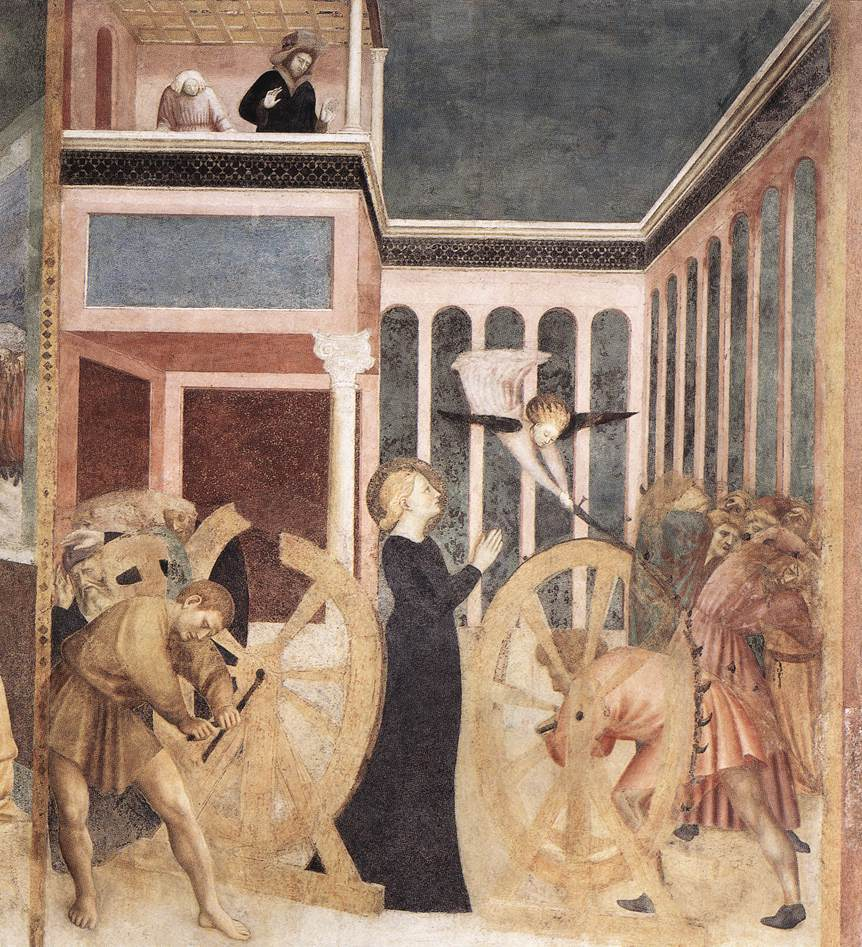
El Martirio de Santa Catalina.

Clémence de Barking, o Clemence de Berekinge, fue una escritora anglo-normanda de finales del siglo XII.
Religiosa de un convento benedictino situado en los alrededores de Londres, Clémence de Barking es la autora de una Vida de Santa Catalina muy interesante en la medida en la que se evidencia una influencia del género profano de la literatura cortés, especialmente el Tristán de Thomas de Inglaterra. El tema, la retórica y el estilo poético que se encuentran en él se retoman así con una connotación metafísica. Clémence dibuja igualmente un paralelismo entre ella misma y Santa Catalina en lo que concierne al poder discursivo femenino y se presenta como su continuadora tras su martirio.

## Obras
- The life of St. Catherine, Ed. William MacBain, Anglo-Norman Text Society, Oxford, Backwell, 1964